# A nimerit orbul Brăila
A nimerit orbul Brăila este o expresie care se folosește pentru a încuraja pe cel care șovăie să se ducă într-un loc necunoscut de teamă că nu va nimeri. 
Proverbul "A nimerit orbul Brăila" există dinainte de 1850 și a fost înregistrat de Anton Pann.
Originea expresiei nu este cunoscută exact dar există câteva variante:
- Pe vremuri Brăila era singurul oraș-port la Dunăre, fiind imposibil pentru călători și comercianți să rătăcească drumul [3].

- O altă variantă face referire la principalele străzi din Brăila, dispuse circular: pleacă de la Dunăre și ajung tot pe malul acesteia [3].

- Personajul din poveste mai poate fi și un băiat orb, care își dorea să ajungă la o apă curgătoare. Urmând sfatul unui alt călător, de a ține drumul drept, a ajuns la Dunăre, în Brăila [3].

- O altă explicație a expresiei „A nimerit orbul Brăila" ține de faima de mare port dunărean pe care o avea orașul la sfârșitul secolului XIX, începutul secolului XX. Astfel, se spune că oricine, chiar și orbii, puteau ajunge la Brăila călcând pe dâra de cereale scursă din carele ce mergeau spre portul de la Dunăre.[4]